# Söldner: Secret Wars
Söldner: Secret Wars est un jeu vidéo de tir tactique, développé par Wings Simulations et publié par JoWooD Productions en 2004.

## Extension
L'extension Söldner: Marine Corps est sortie en 2005. Elle intègre une trentaine de nouveaux véhicules et deux nouvelles classes de soldat.